# Wissenschaftszentrum Kopernikus

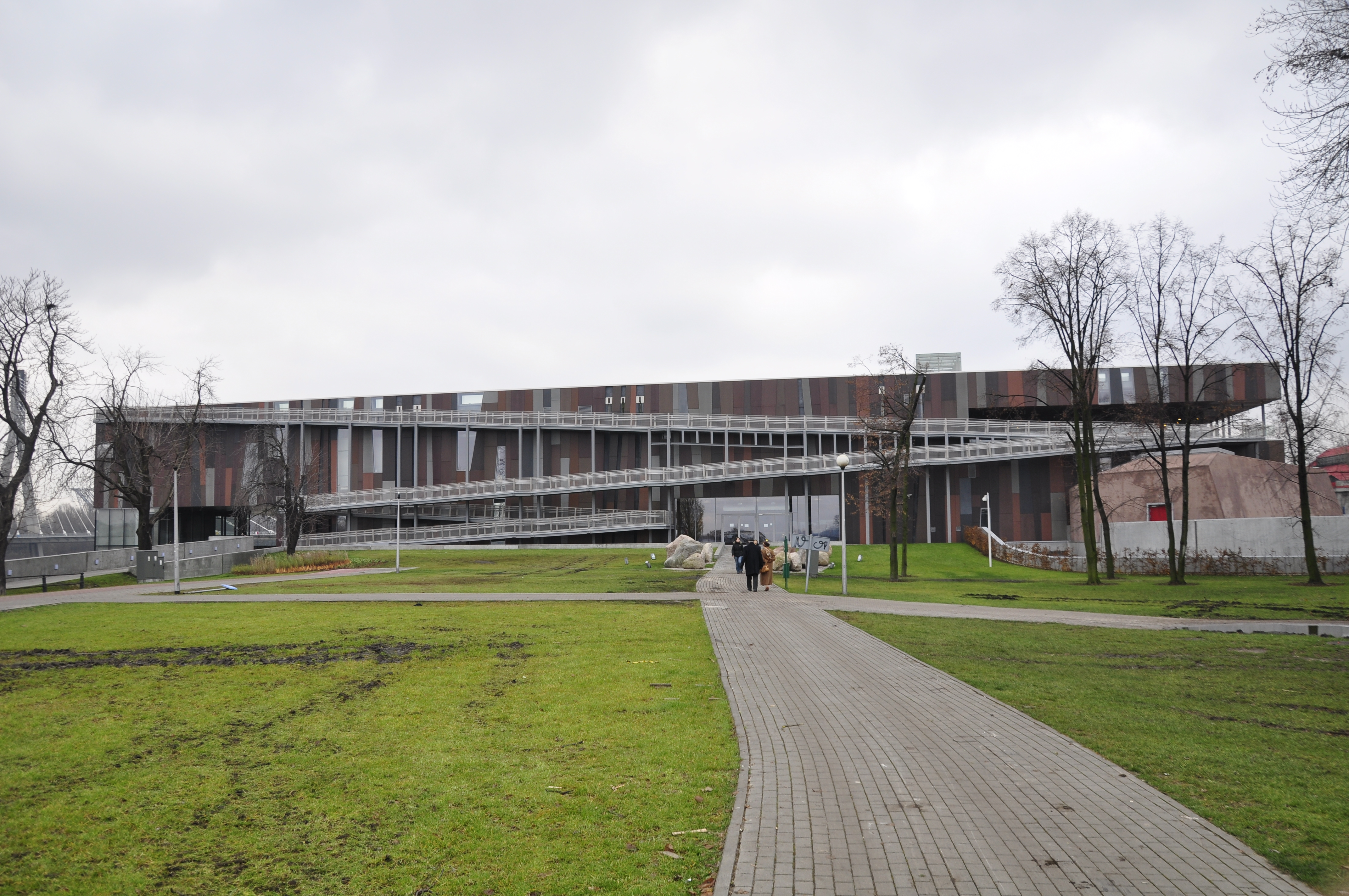
Das Zentrum von der Nordseite bei der Eröffnung im Herbst 2010

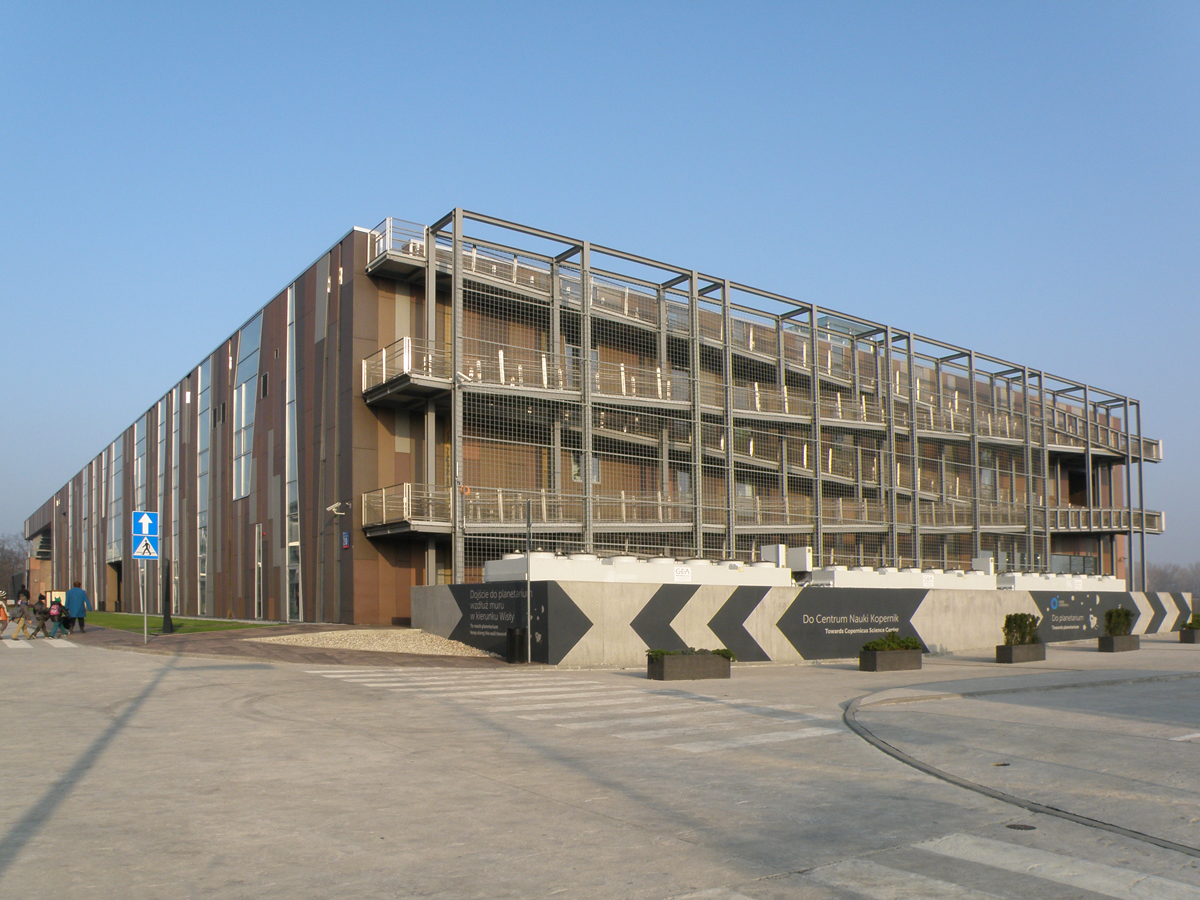
Wissenschaftszentrum Kopernikus

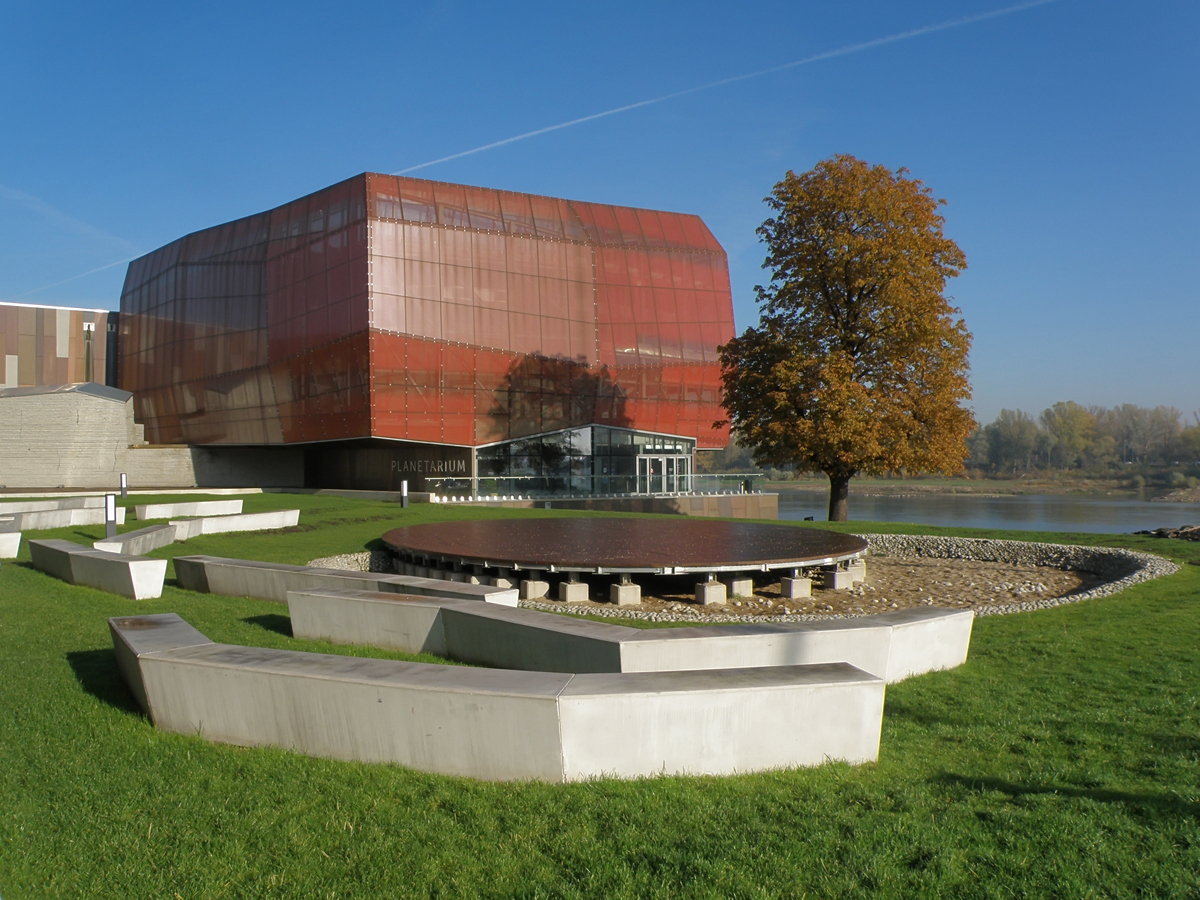
Planetarium

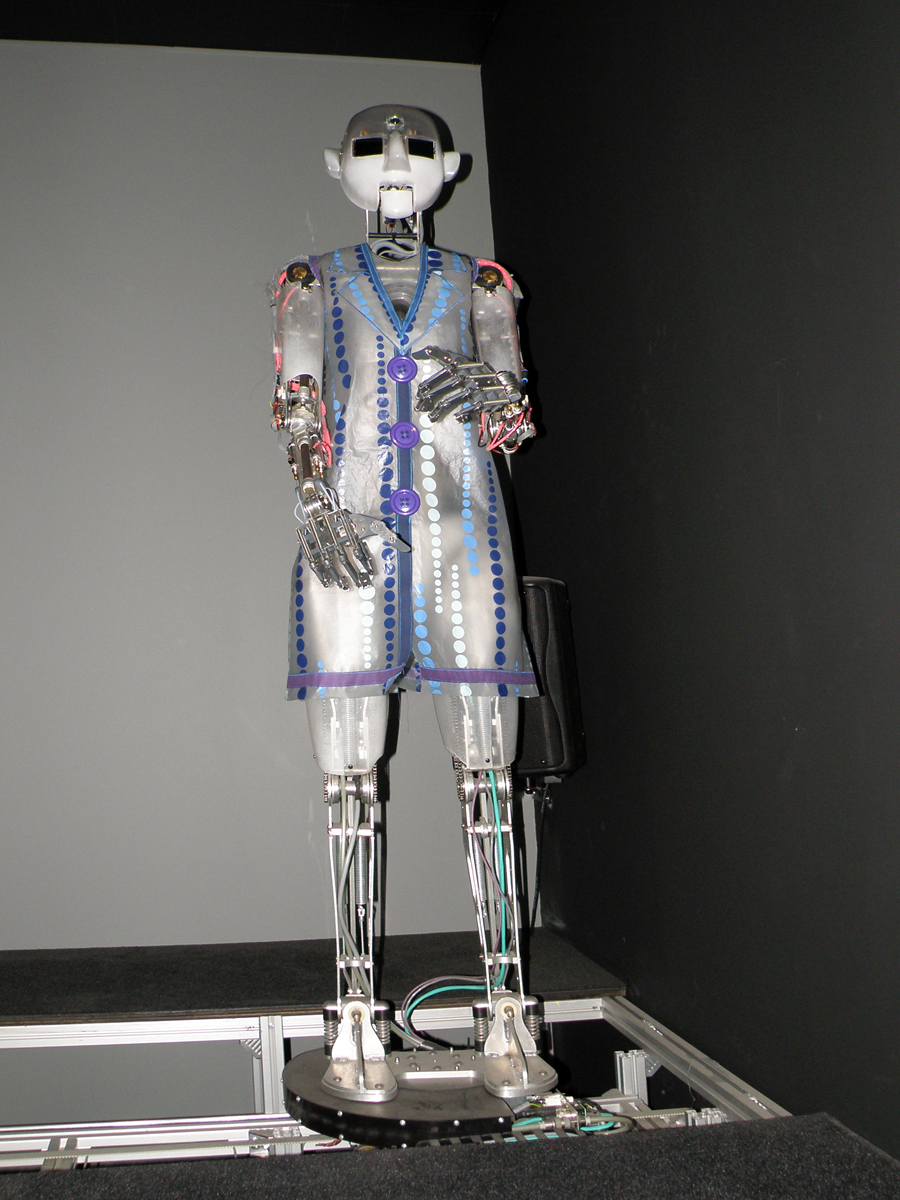
Robotic Theatre - RoboTheSpian

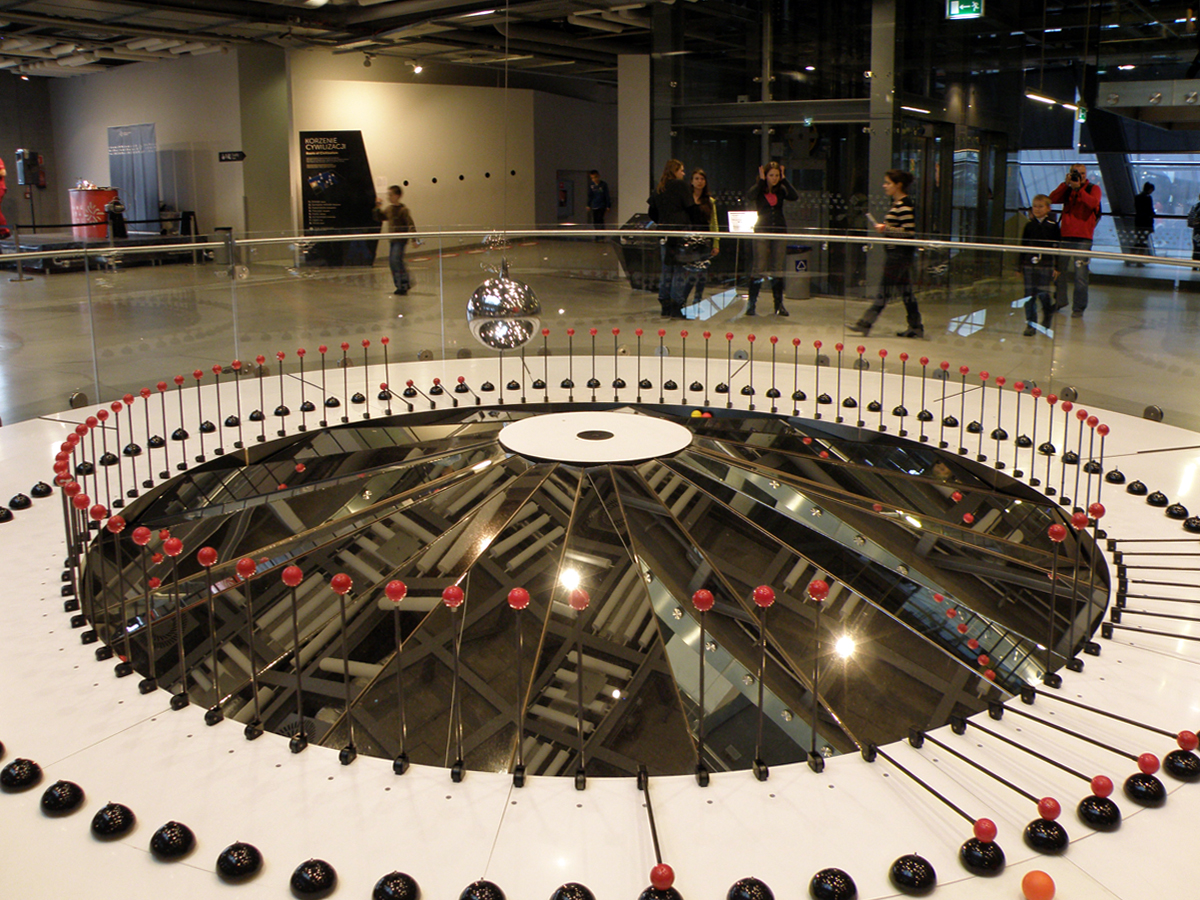
Foucaultsches Pendel

Das Kopernikus Wissenschaftszentrum in Warschau (poln. Centrum Nauki Kopernik) ist ein Gebäudekomplex am westlichen Weichselufer, gewidmet der Förderung des Wissens. Es ist nach Nikolaus Kopernikus benannt. Die Besucher können selbständig Experimente durchführen, die die Grundgesetze der Naturwissenschaften erklären. Das Zentrum ist ein gemeinschaftliches Vorhaben der Hauptstadt Warschau, des Ministeriums für Wissenschaft und Hochschulwesen sowie des Ministeriums für Nationales Schulwesen.

## Geschichte
Die Initiative zur Errichtung des Zentrums kam von Łukasz Turski, einem Professor für theoretische Physik an der Kardinal-Stefan-Wyszyński-Universität in Warschau. Im Dezember 2005 wurde im Wettbewerb das Projekt des Architektenteams „RAr-2 Laboratorium Architektury“ Gilner + Kubec ausgewählt. Im November des folgenden Jahres wurden in einer weiteren Ausschreibung die Projekte für zwei Museumsbereiche („Die Welt in der Bewegung“ und „Mensch und die Umwelt“) eines Konsortiums zweier niederländischer Firmen (Bruns and NorthernLight) angenommen. In weiteren Ausschreibungen gewann die Firma Hüttinger die Aufträge für die Ausstellungen „Die Wurzeln der Zivilisation“ und „Die Zonen des Lichtes“.
Im Juli 2008 begannen die Bauarbeiten. Das Gebäude steht am Ufer der Weichsel nahe der Stadtmitte. Es wurde auf der Decke eines modernen Straßentunnels unweit der Universitätsbibliothek und der U-Bahn-Station „Centrum Nauki Kopernik“ errichtet.
Die Einweihung des Hauptgebäudes erfolgte im November 2010. Im Jahre 2011 hat im Zentrum die Konferenz des ECSITE (European Network of Science Centres and Museums) stattgefunden.

## Struktur
Das Zentrum wird nach seiner kompletten Fertigstellung aus verschiedenen Teilen bestehen:
- ein zweigeschossiges Gebäude auf einem L-förmigen Grundriss mit 15.000 m² Nutzfläche für Ausstellungsräume, Labors, einem Konferenzzentrum, einem Restaurant und Café sowie Büroräumen
- Park- und Werkstatträume im Untergeschoss
- ein multimediales Planetarium mit einer 16 Meter großen Kuppel in einem Körper, der an einen riesigen Findling erinnert und der von einer Aussichtsplattform gekrönt ist
- Park der Erfinder – mit einem Amphitheater

Die sechs Ausstellungsbereiche des Wissenschaftszentrums umfassen hunderte interaktiver Exponate auf einer Fläche von 5500 Quadratmetern:
- Die Welt in der Bewegung
- Mensch und die Umwelt
- Die Wurzeln der Zivilisation
- Die Jüngsten
- Die Zone des Lichtes
- Die Jugendgalerie